# 기쿠치 슈타
기쿠치 슈타(일본어: 菊地 脩太, 2003년 8월 16일~)는 일본의 축구 선수이다.

## 구단 경력
2021년 J1리그의 시미즈 에스펄스에 입단하였다.

## 국가대표팀 경력
그는 2023년 FIFA U-20 월드컵에 참가할 일본 U-20 국가대표팀에 선발되었으나 경기에 출전하지는 못하였다.